# 1080-talet
1080-talet löpte mellan 1 januari 1080 och 31 december 1089.

## Händelser
- År 1084 grundas Kartusianorden av Bruno av Köln.[1]
- År 1085 byter Kina kejsare.[2]
- År 1087 abdikerar Kejsar Shirakawa av Japan till förmån för sin son Kejsar Horikawa (men blir istället insei)[3]
- Samma år dör Vilhelm Erövraren, och Vilhelm II av England tar över tronen.[4]
- År 1088 ersätter påven Urban II den tidigare påven Viktor III, som avlidit.[5]
- Samma år påbörjas bygget av den tredje och största kyrkan i Cluny.[6]
- År 1089 krönas David IV till kung av Georgien.[7]

## Avlidna
- 1087: Vilhelm Erövraren, kung av England.[4]
- 1088: Viktor III, påve.[8]